# La Dernière Étreinte
Pour plus de détails, voir Fiche technique et Distribution.
La Dernière Étreinte (Una donna da scoprire) est un giallo italien réalisé par Riccardo Sesani et sorti en 1983.

## Synopsis
Donna, une jolie femme populaire dans une discothèque de Rimini, tombe amoureuse du photographe local Marco. L'impresario de la jeune fille, qui est aussi son amant, ordonne à ses hommes de main de battre sévèrement son rival Marco ; de plus, il a également une liaison avec Milena, plus mûre. Les deux femmes s'affrontent ouvertement, mais un destin tragique attend Donna : son ancien amant la tue au moment où les portes du succès s'ouvrent à elle.

## Fiche technique
- Titre original : Una donna da scoprire[1]
- Titre français : La Dernière Étreinte[2]
- Réalisation : Riccardo Sesani
- Scénario : Roberto Leoni
- Photographie : Sandro Mancori
- Montage : Alessandro Lucidi (it)
- Musique : Sangy, The Creatures, Carjamming
- Décors : Antonio Visone (it)
- Costumes : Alessia Mattei
- Société de production : Gico Cinematografica, L’Altro Cinematografica
- Pays d'origine :  Italie
- Langue originale : italien
- Format : couleur
- Genre : giallo
- Durée : 89 minutes
- Dates de sortie : 
  - Italie : 27 mars 1987
  - France : 26 décembre 1993 (diffusion télévisuelle sur M6[2])

## Distribution
- Marina Suma : Donna
- Jean-Marie Marion : Marco Borghieri
- Antonio Marsina : Aldo Vergari
- Agostina Belli : Milena